# Eye of the Beholder 2: Legende von Darkmoon
Eye of The Beholder 2: Legende von Darkmoon ist ein Computer-Rollenspiel von Westwood Associates aus dem Jahr 1991 und die Fortsetzung zu Eye of the Beholder. Es wurde von SSI veröffentlicht und erschien zunächst für MS-DOS und Amiga, später auch für PC-98 und FM Towns. 1993 erschien die Fortsetzung Eye of the Beholder 3: Assault on Myth Drannor, die nicht mehr von Westwood stammte, sondern intern bei SSI entwickelt wurde.

## Handlung
Die Heldengruppe des ersten Teils ist nach ihren Erlebnissen in den Abwasserkanälen und Untergründen von Tiefwasser in einer Taverne der Stadt eingekehrt. Der bekannte Magier Khelben „Schwarzstab“ Arunsun bittet sie, die seltsamen Geschehnisse rund um das Kloster Darkmoon zu untersuchen. Arunsuns bisherige Informantin Amber sei von ihrer Erkundungsmission nicht zurückgekehrt. Schwarzstab teleportiert die Helden in den Wald vor dem Kloster. Tatsächlich wollen die Kleriker den Helden keinen Zutritt gewähren, sodass sie ihn sich erzwingen müssen. Wie sich herausstellt, ist die Klosteranlage nur eine Tarnung. Tatsächlich sammelt dort der Hohepriester Dran Draggore eine große Skelettarmee um sich, mit der er auf Tiefwasser marschieren möchte. Die Helden dringen bis ins Allerheiligste des Tempels vor, um festzustellen, dass Draggore ein Roter Drache ist, den sie besiegen müssen.

## Spielprinzip
Im Vergleich zum Vorgänger wurden keine gravierenden Veränderungen vorgenommen. Der Spieler kann sich eine neue vierköpfige Heldengruppe erschaffen oder aus dem Vorgängerspiel mit Hilfe eines Speicherstandes importieren. Die Levelgrenze der Charaktere liegt bei Stufe 15, wobei neu erstellte Helden auf Stufe 6 beginnen. Legende von Darkmoon reduziert vor allem die Gameplay-Schwächen seines Vorgängers. Die Levelgrößen wurden reduziert und die Komplexität der Karten reduziert, Teleporter und Wirbelfallen, die die Orientierung erschwerten, im geringeren Maße als beim Vorgänger eingesetzt. Die Erkundung wurde damit geradeliniger und reduzierte das ständige Vor und Zurück deutlich. Weitere Rollenspielaspekte, wie zum Beispiel Dialogoptionen oder vereinzelte Rätsel, wurden ausgebaut und die Zwischensequenzen mit animierten Grafiken gestaltet. Ausgebaut wurden auch die Speichermöglichkeiten und erlauben nun sechs Speicherstände statt nur einem.

## Rezeption
Das Spiel erhielt mehrheitlich wohlwollende Kritiken.

„Trotz technischen Stillstands sorgt die Tempelhatz für wohlige Schauer. Die Atmosphäre ist ungeheuer dicht und wird für etliche schlaflose Nächte sorgen…“

„Man merkt deutlich, dass SSI und die Programmierer von ‚Westwood Associates‘ die teilweise recht herbe Kritik an Eye of the Beholder 1 zu Herzen genommen haben. Vor allem in Sachen Story wurde der Nachfolger aufgepeppt. Etwas mehr Text sowie die grafisch prächtig gemachten Zwischenszenen werten ‚Legend of Darkmoon‘ gegenüber dem Vorläufer auf. […] Aus diesem Grund gibt’s auch eine deutlich bessere Wertung. Ansonsten erwartet den Beholder-Veteranen nur wenig Neues.“

“Overall, Eye of the Beholder II: Legend of Darkmoon is a more substantial game than its predecessor. There is more to do, a bigger variety of critters to fight and a large area to explore. Graphics are a bit finer than in EOBI. Sound effects are about the same. Some of the problems with the earlier game (poor ending, lack of save positions) have been fixed, although the combat interface remains a sore point.”

„Insgesamt ist Eye of the Beholder 2: Legende von Darkmoon ein gehaltvolleres Spiel als sein Vorgänger. Es gibt mehr zu tun, eine größere Bandbreite an Kreaturen zum Bekämpfen und größere Gebiete zum Erkunden. Die Grafiken sind etwas besser als in EOB1. Die Soundeffekte sind auf demselben Niveau. Einige der Probleme mit dem vorherigen Spiel (erbärmliches Ende, fehlende Speicherplätze) wurden behoben, obwohl das Kampfinterface weiterhin ein wunder Punkt bleibt.“

Allen Rausch bezeichnete Legende von Darkmoon als klassisches Beispiel dafür, wenn ein Entwickler die Reaktionen und Kritiken konstruktiv zur Verbesserung des nächsten Spiels nutze. Bei der Storypräsentation habe Westwood einen filmischen Ansatz gewählt, was sich als Muster auch durch ihre späteren Spiele wie zum Beispiel Command & Conquer gezogen habe. Retrospektiv gilt Legende von Darkmoon den meisten Autoren als designtechnisch verbesserte Version des ersten Teils mit wenigen, dafür effektiven Neuerungen.
Kommerziell gingen die Verkaufszahlen von 129.000 Kopien beim Vorgänger auf 73.000 zurück. Nach dem Spiel trennten sich die Wege von Westwood und SSI, da Westwood von Virgin Interactive übernommen wurde. Der Nachfolger, Assault on Myth Drannor entstand daher bis 1993 intern mit einer selbstentwickelten Engine. Westwood dagegen veröffentlichte, basierend auf Eye of the Beholder, ebenfalls 1993 das technisch und spielerisch sehr ähnliche Lands of Lore.